# Zanuck East Peak
Der Zanuck East Peak ist der östlichste dreier Gipfel des Massivs von Mount Zanuck im Königin-Maud-Gebirge des westantarktischen Marie-Byrd-Lands.
Bei der zweiten Antarktisexpedition (1933–1935) des US-amerikanischen Polarforschers Richard Evelyn Byrd besuchte ihn eine Mannschaft um den Geologen Quin Blackburn (1900–1981). Benannt ist er in Verbindung mit Mount Zanuck nach dem Hollywood-Produzenten Darryl F. Zanuck (1902–1979), der Byrds Forschungsreise unterstützt hatte und später die United States Antarctic Service Expedition (1939–1941) mit Filmprojektoren ausstattete.